# چاخورووو (استان لهستان بزرگ‌تر)
چاخورووو (به لهستانی:  Czachorowo) یک روستا در لهستان است که در گمینا گوستنگ واقع شده‌است.